# مهدی بودجمع
مهدی بودجمع (انگلیسی: Mehdi Boudjemaa؛ زادهٔ ۷ آوریل ۱۹۹۸) بازیکن فوتبال اهل فرانسه است که در پست هافبک بازی می‌کند.
از باشگاه‌هایی که در آن بازی کرده‌است می‌توان به باشگاه فوتبال گنگام اشاره کرد.